# Софија Божић
Софија Божић (Београд, 1964) српски је историчар, виши научни сарадник Института за новију историју Србије.
Рођена је 14. августа 1964. године у Београду. Завршила је Осму (Трећу) београдску гимназију и студије историје на Филозофском факултету у Београду. На истом факултету је магистрирала, а затим и докторирала 2007. године са темом Срби у Хрватској и југословенска држава 1918–1929. године.

## Професионални рад
Од 1992. до 1996. године радила је на Филозофском факултету у Београду, као сарадник у настави на редовним студијама на Катедри за националну историју 19. века. Од 1996. године запослена је у Институту за новију историју Србије, напредујући од звања истраживача-сарадника, преко звања научног сарадника (2008), до звања вишег научног сарадника (2013). Њена научна интересовања обухватају историју Срба у Хрватској и српско-хрватских односа у ширем контексту друштвене и политичке историје српског народа и јужнословенског простора у 19. и 20. веку. Током вишегодишњег рада у Институту била је ангажована на научно-истраживачким пројектима „Историја Србије и српског народа”,„Српски фактор и распад Југославије: узроци и последице”,„Срби и Југославија – држава, друштво, политика”. Од 2011. до 2019. године руководила је пројектом „Срби и Србија у југословенском и међународном контексту: унутрашњи развитак и положај у европској/светској заједници”. Осим активности непосредно везаних за руковођење научним пројектима и реализацију пројектних задатака, ангажована је и на другим пољима научног и стручног рада.

## Чланство у друштвима, одборима и редакцијама
Била је члан Председништва Друштва историчара Србије и члан редакције часописа Токови историје. Члан је Одбора за историју Срба у Хрватској САНУ, члан Редакције Зборника о Србима у Хрватској у издању САНУ, члан Одељења друштвених наука Матице српске, члан Крајишког одбора Матице српске, члан Главног одбора Друштва за привредну историју, члан редакције часописа Свеске Матице српске. Један је од активних сарадника Српског биографског речника Матице српске и Српске енциклопедије.

## Дела
Осим неколико монографија, аутор је и бројних чланака, приказа, лексикографских јединица, енциклопедијских одредница и других радова.

### Монографије
- Политичка мисао Срба у Далмацији: Српски лист/глас 1880–1904, Београд, Институт за новију историју Србије, 2001, 235 стр.
- Срби у Хрватској 1918–1929, Београд, Институт за новију историју Србије, 2008, 854 стр.[4]
- Срби у Хрватској и југословенска држава 1918–1929, Београд, Службени гласник, 2015, 687 стр.[5]
- Један по један живот: записи о личностима из српске историје, Београд, Просвета, 2017, 234 стр.[6]
- Срби у Хрватској – хегемонисти или потлачени?, Београд, Просвета, 2019, 266 стр.[7]

### Уредништва
- Софија Божић, Историја и географија: сусрети и прожимања, Београд, Географски институт САНУ „Јован Цвијић“– Институт за новију историју Србије – Институт за славистику РАН, 2014, 839 стр.

### Чланци
- Софија Божић, „Српска друштва и удружења у Далмацији према подацима Српског листа и Српског гласа 1880–1904. године“, Зборник о Србима у Хрватској 3, 1995, 545–548.
- Софија Божић, „Српска интелигенција Краљевине Далмације о европским темама (1880–1905)“, Токови историје 1–2/1996, 33–53.
- Софија Божић, „Срби и Српска православна црква у Хрватској 1918–1929 – кратак преглед“, Токови историје 1–2/1997, 80–92.
- Софија Божић, „Српски лист и Српски глас – гласила Српске народне странке на Приморју (1880–1904)“, Зборник Матице српске за историју 55, 1997, 163–168.
- Софија Божић, „Дубровачке теме у задарском Српском листу/гласу“, Љетопис Српског културног друштва „Просвјета“, Загреб, 2/1997, 144–149.
- Софија Божић, „Срби у Далмацији и Србија (Задарски Српски лист/глас о Србији 1880–1904)“, Нова српска политичка мисао, 1–2/1997, 163–172.
- Софија Божић,„Милица Томић: стремљење ка модерном“, Србија у модернизацијским процесима 19. и 20. века 2, Београд 1998, 451–469.
- Софија Божић, „Срби у Далмацији и оснивање Друштва светог Саве“, Љетопис Српског културног друштва „Просвјета“, Загреб, 3/1998, 58–62.
- Софија Божић, „Српска народна странка у Краљевини Далмацији (1880–1804)“, Зборник о Србима у Хрватској 4, 1999, 101–115.
- Софија Божић, „Српство Марка Мурата“, Љетопис српског културног друштва „Просвјета“, Загреб, 4/1999, 294–317.
- Софија Божић, „Срби на простору Хрватске, Славоније и Далмације 1918–1929. Прилози за историју друштва“, Годишњак за друштвену историју, 1/2000, 58–71.
- Софија Божић, „Српско-хрватске теме на страницама Часописа за сувремену повијест“, Зборник Матице српске за историју, 61–62/2000, 217–234.
- Софија Божић, „,Горе доље по Биограду'. Сава Бјелановић у престоници Краљевине Србије“, Љетопис Српског културног друштва „Просвјета“, Загреб 5/2000, 208–216.
- Софија Божић, „Фрагменти из преписке Мирка Королије“, Љетопис Српског културног друштва „Просвјета“, Загреб 6/2001, 209–226.
- Софија Божић, „Београдско јавно мњење о Светозару Прибићевићу“, Токови историје, 1–4/2001, 7–20.
- Софија Божић, „Између Србије и Хрватске: Светозар Прибићевић у виђењима савременика“, Историја 20. века, год. XX, 2/2002, 117–134.
- Софија Божић, „Српско коло о северној Далмацији (1925–1927)“, Љетопис Српског културног друштва „Просвјета“, Загреб 7/2002, 151–168.
- Софија Божић, „Српско-хрватски односи у хрватским школама између два светска рата“, Образовање код Срба кроз векове, зборник радова, књ. 21, Београд 2003, 233–249.
- Софија Божић, „Адам Прибићевић (скица за психолошки портрет личности)“, Зборник о Србима у Хрватској 5, Београд 2004, 81–100.
- Софија Божић, „Српски учитељи у Северној Далмацији: Из заоставштине Радета Лежаића“, Зборник о Србима у Хрватској 6, Београд 2007,275–297.
- Софија Божић,„Почетак политичке активности Милана Прибићевића у Краљевини СХС/Југославији (1918–1923)“, Tokovi istorije 3/2006, 7–24.
- Софија Божић, „Срби у Хрватској, хегемонисти или потлачени? Случај осјечких Срба (1918–1924)“, Pisati istoriju Jugoslavije: viđenje srpskog faktora, Beograd 2007, 65–77.
- Софија Божић, „Српске династије у мемоаристици Срба из Хрватске“, Нововековне српске династије у мемоаристици, Београд 2008, 345–363.
- Софија Божић, „Представе и стереотипи о Србији у виђењима Срба из Хрватске (1918–1929)“, Срби и Југославија: држава, друштво, политика, Београд 2007, 225–266.
- Софија Божић, „Између демократа и радикала: продубљивање политичких подела међу Србима у Хрватској и парламентарни избори 1923. године“, Историја 20. века, 2/2007, 37–58.
- Софија Божић, „Срби у Хрватској, Славонији и Далмацији и парламентарни избори 1925. године“, Токови историје, 4/2007, 7–22.
- Софија Божић, „Генерал Јован Белимарковић, војник и политичар (1827–1906)“, Делиград од устанка ка независности 1806–1876, Београд 2007, 365–370.
- Софија Божић, „Школа, књига, знање: основно школство у Краљевини СХС – Случај Срба у Хрватској“, Архив 1–2/2007, 71–89.
- Софија Божић, „Колонизација добровољаца из Хрватске, Славоније и Далмације после Првог светског рата (1918–1931)“, Весник Војног музеја, Београд, 35/2008, 85–90.
- Софија Божић, „О србофобији код Хрвата из угла савременика: српски поглед (1918–1929)“, Расински анали 6, Крушевац 2008, 13–22.
- Софија Божић, „Срби у Далмацији после Првог светског рата – отварање питања“, Србско-далматински магазин 3, Сплит 2008, 39–57.
- Софија Божић, „Срби у Срему и парламентарни избори у Краљевини СХС“, Споменица Историјског архива „Срем“ 7, Сремска Митровица 2008, 9–25.
- Софија Божић, „Шегрти, помоћници, господари: друштво „Привредник“, трговина и занатство код Срба у Хрватској (1918–1929)“, Истраживања 19, Нови Сад 2008, 101–112.
- Софија Божић, „Српске политичке странке у Хрватској, Славонији и Далмацији и парламентарни избори 1927. године“, Зборник Матице српске за историју 77–78, 2008, 49–68.
- Софија Божић, „Почетак политичког организовања Срба у Хрватској после Првог светског рата и избори за Уставотворну скупштину Краљевине СХС 1920. године“, Зборник о Србима у Хрватској 7, Београд 2009, 317–336.
- Софија Божић, „Трговина и занатство код Срба у Хрватској кроз призму деловања друштва, Привредник' (1918–1929)“, Српско привредно друштво „Привредник“ кроз три вијека, Загреб 2009, 95–107.
- Софија Божић, „Срби из Хрватске у Народној скупштини (1919–1929), Настава и историја, 8–9/2008, 7–26.
- Софија Божић, „Часопис Круг (1938) о југословенству и српско-хрватским темама“, Токови историје 3/2009, 7–19.
- Софија Божић, „Српско друштво у Далмацији после Првог светског рата: скица за синтезу историјског искуства у првој југословенској држави“, Љетопис Матице српске у Дубровнику: реферати и саопштења: зборник радова I, Београд 2010, 271–285.
- Софија Божић, „Поезија Милана Ћурчина: између оспоравања и признавања“, PhilologiaMediana, 2/2010, 275–284.
- Софија Божић, „Лички Срби и парламентарни избори у Краљевини СХС“, Љетопис Српског културног друштва „Просвјета“, св. 15, Загреб 2010, 112–125.
- Софија Божић, „Милан Ћурчин између српства, хрватства и југословенства“, Нова Европа 1920–1941, Београд 2010, 123–137.
- Софија Божић, „Хрватско питање и југословенство на страницама часописа Видици (1938–1940)“, Прилози за књижевност, језик, историју и фолклор, 76/2010, 17–29.
- Софија Божић, „Петар из Гложана, ресавски кнез – један покушај биографије“, Бој на Чегру 1809. у историји и традицији, Београд 2010, 25–30.
- Софија Божић, „Српско-хрватске теме на страницама радикалског часописа Нови живот (1920–1926)“, Зборник о Србима у Хрватској 8, Београд, САНУ, 2011, 245–259.
- Софија Божић, „Serbs in Croatia (1918–1929): Between the Myth of 'Greater-Serbian Hegemony' and Social Reality“, Balcanica XLI(2010), 185–208.
- Софија Божић, „Нико Бартуловић у предвечерје Другог светског рата: идеолошки погледи једног хрватског интелектуалца“, Прилози за књижевност, језик, историју и фолклор, 77/2011, 13–26.
- Софија Божић, „Од Томе до, Столета': прилог истраживању породичног порекла радикалског првака Стојана М. Протића“, Капија Поморавља: тематски зборник, Варварин 2012, 221–228.
- Софија Божић, „Смрт Светозара Прибићевића и њени одјеци у југословенској јавности“, Прилози за књижевност, језик, историју и фолклор, 78/2012, 67–82.
- Софија Божић, „Јосип Броз Тито и Римокатоличка црква код Хрвата: један необјављен чланак Луја Војновића“, Српске студије 3(2012), Београд: Центар за српске студије, Филозофски факултет, 421–427.
- Софија Божић, „Црква и политика: часописи Јавност, Круг и Видици о деловању римокатоличких кругова код Хрвата (1935–1940)“, Глас CDXX Српске академије наука и уметности, Одељење историјских наука, књ. 16, Београд 2012, 449–463.
- Софија Божић, „Писма Божидара Ковачевића Милану Ћурчину (1954–1957)“, Philologia Mediana 4/2012, 313–325.
- Софија Божић, „Jedno nepoznato pismo Luja Vojnovića“, Istorija 20. veka, Beograd, 2/2012, 223–227.
- Софија Божић, „Македонија као спорно питање између Српске краљевске академије и Бугарске академије наука 1913. године“, Балкански ратови 1912/1913: нова виђења и тумачења, Београд 2013, 381–391.
- Софија Божић, „Историја у схватањима интелектуалаца Југословенског културног клуба“, у зборнику: Наука и традиција, гл. уред. Владимир Милисављевић, књ.7, Т.2/1, Пале: Филозофски факултет, 2013, 125–135.
- Софија Божић, „Лујо Војновић, Историја Далмације и хрватски екстремисти“, Прилози за књижевност, језик, историју и фолклор, књ. 79/2013, 225–237.
- Софија Божић, „Историја Србије од 19. до 21. века Холма Зундхаусена и српска научна заједница – одјеци и реаговања“, Зборник Матице српске за историју 88, 2013, 141–161.
- Софија Божић, „Одјеци књиге Холма Зундхаусена Историја Србије у српској научној јавности“, Љетопис Српског културног друштва „Просвјета“, Загреб 2014, 378–384.
- Софија Божић, „Уметност, политика, свакодневица: тематски оквири пријатељства Марка Мурата и Милана Шевића“, Прилози за књижевност, језик, историју и фолклор, књ. 80/2014, 203–217.
- Софија Божић, „Бугарска академија наука, Српска краљевска академија и македонско питање 1913. године“, Вардарски зборник 10, Београд, САНУ, 2015, 251–261.
- Софија Божић, „Хрватско питање према писању часописа Јавност“, Зборник о Србима у Хрватској 9, Београд, САНУ, 2014, 267–282.
- Софија Божић, “History of Sebia from 19 to 21 Century of Holm Sundhaussen and its Reception in the Serbian Scientific Community”, Култура полиса, год. XII (2015), бр. 26, 155–172.
- Софија Божић, „Научник и дипломата: из италијанских дана Милана Решетара и Милана Ракића (1932–1933)“, Philologia Mediana 7/2015, 493–497.
- Софија Божић, „Аустрија и Срби кроз векове – кратак преглед“, Казивања о Србима кроз векове: од Светог Стефана Немање и Светог Саве до данас, Београд, Драслар партнер, 2015, 216–229.
- Софија Божић, „Политичко деловање Светозара Прибићевића у југословенској држави – погледи савременика из Србије“, Казивања о Србима кроз векове: од Светог Стефана Немање и Светог Саве до данас, Београд, Драслар партнер, 2015, 333–345.
- Софија Божић, „Милан Решетар и Станоје Станојевић: фрагменти из сарадње на пројекту Народне енциклопедије српско-хрватско-словеначке“, Прилози за књижевност, језик, историју и фолклор, књ. 81/2015, 171–187.
- Софија Божић, „Први светски рат у сећањима др Милана Пецића и др Милутина Велимировића (1914–1915) – осврт на две необјављене аутобиографије“, Први светски рат, Србија, Балкан и велике силе, Београд, Историјски институт, Зборник радова, књ. 30 – Институт за стратегијска истраживања, 2015, 455–470.
- Софија Божић, „Музика у животу Милене Павловић Барили“, зборник радова са симпозијума Жене у музици (WIMIS), Крагујевац, 2–4. децембар 2011, Крагујевац, Удружење „Жене у музици“, 2015, 13–22.
- Софија Божић, „Јован Цвијић и Српска краљевска академија“, Јован Цвијић: живот, дело, време: поводом 150 година од рођења, Београд, САНУ – Географски институт „Јован Цвијић“ САНУ, 2015, 97–107.
- Софија Божић, “Jovan Cvijić and the Serbian Royal Academy“, ć“ SASA, 2015, 97–107.
- Софија Божић, Душан Бајагић, “Historical themes in print media in Serbia: Srpski/književni list“, Media Archeology: Memory, Media and Culture in the Digital Age, Beograde, Faculty of Dramatic Arts, 2016, 221–235.
- Душан Бајагић, Софија Божић, „Историјске димензије актуелних тема савременог друштва – према писању Српског/Књижевног листа (2002–2015)“, Друштвене науке и савремени свет: тематски зборник радова [са петог међународног научног скупа Наука и савремени универзитет 5, Ниш 2015]. [Том 1], Ниш, Филозофски факултет, 2016, 223–236.
- Софија Божић, „Срби у Далмацији“, Братство, бр. XX, Београд 2016, 161–175.
- Софија Божић, „Срби у Далмацији“, Грађански рат у Хрватској 1991–1995: зборник радова XIII: реферати са Научног скупа на тему: „Споменичка баштина Срба на подручју Републике Хрватске“ (12. јун 2017), приредио Милојко Будимир, Београд, Удружење Срба из Хрватске, 2017, 24–35.
- Софија Божић, „Божидар Ковачевић и историја“, Philologia Mediana 8/2016, 43–59.
- Софија Божић, „Срби у Далмацији од уједињења до слома Југославије (1918–1941) – кратак осврт“, Братство, бр. XXI, Београд 2017, 275–292.
- Софија Божић, „Гавро Манојловић (1856–1939): историчар, академик, политичар“, Зборник о Србима у Хрватској 11, уредник Василије Ђ. Крестић, Београд 2017, 63–86.
- Софија Божић, Душан Бајагић, „Прикази и критике у Српском/Књижевном листу: извор за проучавање савремене историографије“, Друштвене науке пред изазовима савременог друштва: тематски зборник радова са шестог међународног научног скупа Наука и савремени универзитет 6 (2016), Ниш 2017, 199–211.
- Душан Бајагић, Софија Божић, „Настанак модерне државне управе у периоду Српске револуције (1804–1835) према виђењу Српског/Књижевног листа“, Друштвене науке пред изазовима савременог друштва: тематски зборник радова са шестог међународног научног скупа Наука и савремени универзитет 6 (2016), Ниш 2017, 245–258.
- Софија Божић, „Историографија на удару политике: случај Антонија Фарчића“, Прилози за књижевност, језик, историју и фолклор, 83/2017, 75–92.
- Софија Божић, „Браћа Прибићевић у Великом рату“, Елите у Великом рату, Нови Сад, Архив Војводине, 2017, 287–302.
- Софија Божић, „Др Владан Максимовић, ученик и професор Карловачке богословије“, Црквене студије 15/2018, 581–592.
- Софија Божић, „Срби у Хрватској, Славонији и Далмацији и, великосрпска хегемонија' у Краљевини СХС (1918–1929)“, Контроверзеу српскојисториографији, ур. Михаило Војводић, Београд, САНУ, 2018, 63–82.
- Софија Божић, „Срби у Хрватској, Славонији и Далмацији између Демократске/Самосталне демократске странке и Радикалне странке (1918–1929)“, Грађански рат у Хрватској (1991–1995) зборник радова XIV, приредио Милојко Будимир, Београд 2018, 71–89.
- Софија Божић, Душан Бајагић, „Руске теме на страницама Српског/Књижевног листа 2002–2017“, Наука и савремени универзитет 7: Место и улога друштвено-хуманистичких наука у савременом свету, тематски зборник радова књ. 2, ур. Бојан Благојевић, Ниш, Филозофски факултет, 2018, 77–86.
- Душан Бајагић, Софија Божић, „Истраживање историографије као научне дисциплине на примеру приказа и критика у Српском/Књижевном листу“, Наука и савремени универзитет 7: Место и улога друштвено-хуманистичких наука у савременом свету, тематски зборник радова књ. 2, ур. Бојан Благојевић, Ниш, Филозофски факултет, 2018, 97–123.
- Софија Божић, „Доминација или потчињеност: Срби у Хрватској, Славонији и Далмацији и, великосрпска хегемонија' у Краљевини СХС (1918–1929)“, Први светски рат и уједињење: зборник радова, приредио Ђорђе Ђурић, Нови Сад, Матица српска, 2018, 275–296.
- Софија Божић, „Унапређење животних услова – примарно питање српског становништва Далмације у Краљевини СХС/Југославији (Од уједињења до устоличења епископа Иринеја Ђорђевића)“, Socijalna politika u Srbiji na raskršću vekova: tematski zbornik radova međunarodnog značaja, уредник Милан Миљевић, Beograd 2019, 223–233.
- Софија Божић, „Алекса Ивић као историчар српских сеоба – истраживачко искуство“, Грађански рат у Хрватској (1991–1995), Зборник радова XV, приредио Милојко Будимир, Београд 2019, 269–280.
- Софија Божић, „Срби у Хрватској, Славонији и Далмацији“, Баштина крајишких Срба, Нови Сад 2019, 9–29.
- Софија Божић, „Карловци и карловачка гимназија у сећањима др Владана Максимовића“, Прилози за књижевност, језик, историју и фолклор 85/2019, 39–50.
- Софија Божић, „Дубровник између Београда и Загреба од уједињења до стварања Бановине Хрватске (1918–1939)“, Зборник о Србима у Хрватској 12, ур. Василије Ђ. Крестић, Београд, САНУ, 2019, 187–203.

### Предговори и поговори у научним монографијама других аутора
- Софија Божић, Предговор у: Василије Ђ. Крестић, Знаменити Срби о Хрватима, Београд, СКЗ, 2017, IX –XXX.
- Софија Божић, Поговор у: Василије Ђ. Крестић, О проблемима духовног јединства српског народа, Београд 2020, 39–43.